# Nytva
Nytva (Russisch: Нытва) is een stad in Kraj Perm, Rusland. De stad ligt in het Oeralgebied, 70 km ten westen van de regiohoofdstad Perm, aan de Nytva rivier bij de samenvloeiing met de Kama. In 2010 had de stad ongeveer 19000 inwoners.

In de lokale taal betekent Nytva "Groen water" of "leemwater".

## Geschiedenis
De eerste vermelding van de stad was in 1623 als de stad Nytva, die toen slechts 3 huishoudens telde. In 1756 werd er een kopersmelterij gebouwd. In 1768 werd dit een ijzergieterij, die nog eens 20 jaar later veranderde in een metaalverwerkend bedrijf.
In 1942 kreeg de stad stadsrechten.

## Economie
De voornaamste inkomsten verkrijgt de stad uit de metaal- en houtverwerkende industrie en de levensmiddelenindustrie.

## Cultuur
Het lokale historische museum werd geopend in 1958. Een opmerkelijke collectie is een verzameling van meer dan 1700 lepels, uit 57 landen.
Bestuurlijk centrum: Perm

Aleksandrovsk · Berezniki · Dobrjanka · Goebacha · Gornozavodsk · Gremjatsjinsk · Kizel · Koedymkar · Koengoer · Krasnokamsk · Krasnovisjersk · Lysva · Nytva · Ochansk · Oesolje · Osa · Otsjor · Solikamsk · Tsjajkovski · Tsjerdyn · Tsjernoesjka · Tsjoesovoj · Tsjormoz · Veresjtsjagino